# ARA Espora (P-41)
La corbeta ARA Espora (P-41) (COES) es una corbeta multipropósito MEKO 140 de la Armada Argentina que fue construida en el Astillero Río Santiago (del AFNE), situados en Ensenada, Argentina, con licencia y materiales provistos por el astillero Blohm + Voss de Alemania Occidental.

## Historia
La construcción de este buque fue autorizada por el decreto N.º 2310/79 del 1 de agosto de 1979. La corbeta Espora fue botada el 28 de enero de 1982 siendo su madrina Lucía Noemí Gentilli de Galtieri. Se incorporó a la 2.ª División de Corbetas de la Flota de Mar el 4 de septiembre de 1985. Recibió su pabellón de Guerra el 11 de octubre de 1985, donado por la ciudad de Ushuaia.
Es el quinto buque de la Armada Argentina que lleva el nombre de ese prócer naval argentino, en cuyo homenaje en el escudo de la corbeta se encuentra una cinta en la que aparece grabada la idea fundamental de una de las expresiones más caracterizadas del coronel de marina Tomás Espora: «Sólo me precio de poseer lo que la Mar da al Marinero, como así también de tener más heridas en el cuerpo que grados en el uniforme».

## Servicio operativo
Desde su incorporación a la 2.ª División de Corbetas —actual División de Corbetas— participa en las ejercitaciones con el resto de los buques de la Flota de Mar, la División de Patrullado Marítimo, la Fuerza de Submarinos y aviones y helicópteros de la Aviación Naval. También ha tomado parte en numerosas operaciones navales con unidades de otros países, en ejercicio Pre-Unitas, UNITAS, Gringo-Gaucho, Atlasur, Passex, Gosth, y Fraterno. 
Durante sus patrullas en el mar argentino, realizó las siguientes capturas de buques pesqueros infractores: BP Jing Yang, BP Garnela, BP Miun Jing, BP Don Wong.
En septiembre de 2006, participó, junto con el destructor ARA La Argentina y el buque logístico ARA Patagonia, del ejercicio combinado Integración con la Armada de Chile en aguas del océano Pacífico.

### Década de 2010
Las actividades operativas son variadas. La participación en ejercicios conjuntos y combinados es constante, realizando despliegues en diferentes puntos del mar argentino y del extranjero.
A fines de 2011, la unidad fue sometida a reparaciones en el Astillero Río Santiago.
En octubre de 2012, se destacó en Sudáfrica, participando del ejercicio Atlasur. Luego de ello, problemas mecánicos demoraron su regreso, hecho que pudo concretarse en enero de 2013.

### Década de 2020
En septiembre de 2024 participó del ejercicio conjunto "Aonikenk" llevado a cabo en Baterías y Puerto Belgrano junto con la corbeta ARA Robinson y otras unidades de la Marina, además de las otras Fuerzas Armadas.

## Su nombre
Es el quinto buque de la Armada Argentina que lleva este nombre, en homenaje al coronel de marina Tomás Domingo de los Dolores Espora. Sus antecesores fueron: el bergantín Espora (1865); el vapor de guerra Coronel Espora (1867); el torpedero de mar Espora (1890) y el destructor ARA Espora (1962).